# Gimnasia en los Juegos Olímpicos de Londres 2012 – Barras paralelas masculino
El evento de barras paralelas masculino de gimnasia artística en los Juegos Olímpicos de Londres 2012 tomó lugar el 7 de agosto en el North Greenwich Arena.

## Horario
La hora está en Tiempo británico (UTC+1)
| Fecha                       | Tiempo | Ronda   |
| --------------------------- | ------ | ------- |
| Martes, 7 de agosto de 2012 | 14:00  | Finales |

## Final
| Rank              | Gimnasta             | País                          | Pts. D | Pts. E | Penalidad | Total  |
| ----------------- | -------------------- | ----------------------------- | ------ | ------ | --------- | ------ |
| Medalla de oro    | Feng Zhe             | República Popular China (CHN) | 7.000  | 8.966  |           | 15.966 |
| Medalla de plata  | Marcel Nguyen        | Alemania (GER)                | 6.800  | 9.000  |           | 15.800 |
| Medalla de bronce | Hamilton Sabot       | Francia (FRA)                 | 6.700  | 8.866  |           | 15.566 |
| 4                 | Kazuhito Tanaka      | Japón (JPN)                   | 6.700  | 8.800  |           | 15.500 |
| 5                 | Daniel Corral        | México (MEX)                  | 6.600  | 8.733  |           | 15.333 |
| 6                 | Emin Garibov         | Rusia (RUS)                   | 6.500  | 8.800  |           | 15.300 |
| 7                 | Vasileios Tsolakidis | Grecia (GRE)                  | 6.500  | 8.800  |           | 15.300 |
| 8                 | Yusuke Tanaka        | Japón (JPN)                   | 6.400  | 8.700  |           | 15.100 |
| 9                 | Zhang Chenglong      | República Popular China (CHN) | 6.300  | 7.508  |           | 13.808 |

- Cuando dos atletas registran la misma puntuación total, el que tiene el puntaje mayor de ejecución termina por delante.

## Clasificación
| Rank | Gimnasta             | Nación                        | Pts. D | Pts. E | Penalidad | Total  | Resultados |
| ---- | -------------------- | ----------------------------- | ------ | ------ | --------- | ------ | ---------- |
| 1    | Yusuke Tanaka        | Japón (JPN)                   | 6.400  | 9.466  |           | 15.866 | Q          |
| 2    | Kazuhito Tanaka      | Japón (JPN)                   | 6.700  | 9.025  |           | 15.725 | Q          |
| 3    | Feng Zhe             | República Popular China (CHN) | 7.000  | 8.633  |           | 15.633 | Q          |
| 4    | Emin Garibov         | Rusia (RUS)                   | 6.500  | 9.100  |           | 15.600 | Q          |
| 5    | Kōhei Uchimura       | Japón (JPN)                   | 6.500  | 9.033  |           | 15.533 | -          |
| 6    | Marcel Nguyen        | Alemania (GER)                | 6.800  | 8.725  |           | 15.525 | Q          |
| 7    | Vasileios Tsolakidis | Grecia (GRE)                  | 6.500  | 8.966  |           | 15.466 | Q          |
| 8    | Daniel Corral        | México (MEX)                  | 6.600  | 8.833  |           | 15.433 | Q          |
| =9   | Hamilton Sabot       | Francia (FRA)                 | 6.500  | 8.866  |           | 15.366 | Q          |
| =9   | Zhang Chenglong      | República Popular China (CHN) | 6.500  | 8.866  |           | 15.366 | Q          |
| 11   | Samuel Piasecky      | Eslovaquia (SVK)              | 6.400  | 8.958  |           | 15.358 | R          |
| 12   | Danell Leyva         | Estados Unidos (USA)          | 6.600  | 8.733  |           | 15.333 | R          |